# Mario Ghella
Mario Ghella, född 23 juni 1929 i Chieri, död 10 februari 2020, var en italiensk tävlingscyklist.
Ghella blev olympisk guldmedaljör i sprint vid sommarspelen 1948 i London.